# Małe Wyspy Sundajskie

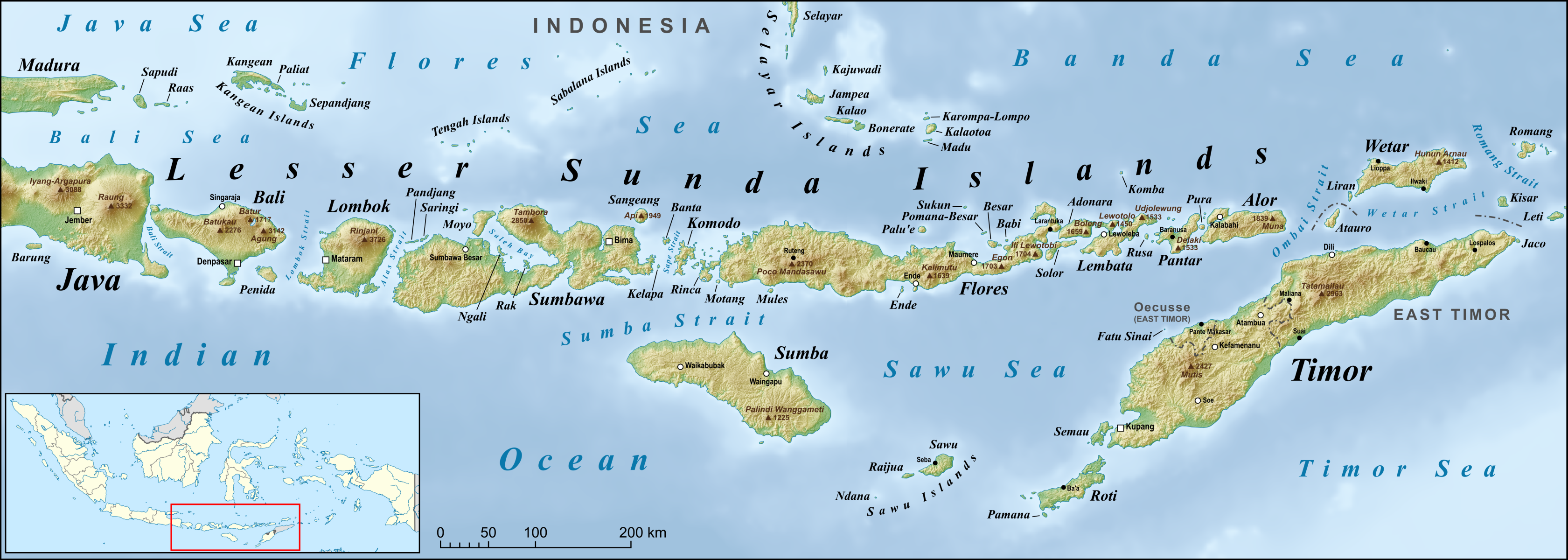
Małe Wyspy Sundajskie

Małe Wyspy Sundajskie, Nusa Tenggara – grupa wysp stanowiąca część Archipelagu Malajskiego, położona jest w południowo-wschodniej Azji na wschód od wyspy Jawy.
Wyspy tego archipelagu tworzą rozciągnięty równoleżnikowo łańcuch złożony z ok. 40 wysp.
W skład Małych Wysp Sundajskich wchodzą:
- Bali (5623 km²)
- Lombok (5435 km²)
- Sumbawa (15 448 km²)
- Sumba (11 153 km²)
- Komodo (520 km²)
- Flores (14 154 km²)
- Lomblen (1293 km²)
- Alor (2330 km²)
- Roti (1210 km²)
- Timor (największa – 30 775 km²)

Małe Wyspy Sundajskie oprócz samodzielnego państwa Timoru Wschodniego należą do Indonezji i dzielą się na następujące prowincje:
- Bali
- Małe Wyspy Sundajskie Zachodnie
- Małe Wyspy Sundajskie Wschodnie

## Warunki naturalne
Jest to obszar górzysty, wulkaniczny z najwyższym wzniesieniem Rinjani (3726 m n.p.m., wulkan na wyspie Lombok).
Klimat równikowy, wilgotny z porą suchą, opady roczne od 1000 do 4000 mm.
Bogactwa mineralne: ropa naftowa, rudy cyny, manganu, żelaza, boksyty, siarka, węgiel kamienny.

## Fauna
- waran z Komodo
- pałankowate